# Oborina
Oborina je voda koja u tekućem ili čvrstom stanju pada iz oblaka na tlo ili nastaje na tlu kondenzacijom, odnosno odlaganjem (depozicijom) vodene pare iz sloja zraka koji je u izravnom dodiru s tlom (hidrometeori). Zajedno s česticama koje padajući ne dopiru do tla, koje su raspršene u atmosferi ili vjetrom uzdignute sa Zemljine površine, oborine čine skupinu hidrometeora. Oborina kao meteorološka pojava nastaje kao rezultat mnogih fizičkih procesa koji uključuju praktično sve meteorološke elemente i pojave.

## Hidrometeori
Hidrometeori je skupni naziv za proizvode u tekućem ili čvrstom stanju nastale kondenzacijom ili depozicijom (procjeđivanjem) vodene pare. Razlikuju se: 
- tekuće oborine (kiša, rosulja);
- kapljice vode suspendirane u zraku (oblak, magla);
- oborine koje se smrzavaju u dodiru s tlom (ledena kiša ili prehladna kiša, prehladna rosulja);
- krute oborine (snijeg, tuča, sutuča, snježna zrnca, solika, ledene iglice);
- oborine koje ne dosežu do tla;
- čvrste ili tekuće čestice podignute s tla vjetrom (snježna vijavica);
- hidrometeori koji nastaju na tlu (rosa, mraz, inje).[3]

## Oblaci i oborine
Ako u nekom dijelu Zemljine atmosfere koji je zasićen vlagom pada temperatura, kondenzirat će se vodena para i stvarati vodene kapljice. Stvaraju li se te kapljice blizu tla, nastat će magla, a stvaraju li se u većim visinama, nastat će oblaci. Oblaci nastaju i na taj način da se topli zrak kao specifički lakši diže uvis, gdje je niža temperatura. Sadrži li taj zrak veliku količinu vlage, ona će se zbog ohlađivanja kondenzirati, i time će nastati oblaci. Stvaranju magle pogoduju prašina i dim koji se nalaze u zraku. Čestice prašine i dima čine jezgre kondenzacije vodene pare koja je ohlađena ispod rosišta. Zimi odnosno na visokim planinama, kada je temperatura vrlo niska, smrzavaju se vodene kapljice u sitne kristale, koje stvaraju snijeg. 
Kiša se sastoji od krupnih kapljica vode. Da bi iz oblaka padala kiša, moraju od sitnih kapljica nastati krupnije, jer sitne kapljice padaju sporo, pa se na putu ispare. Ljeti zbog brzog i velikog zagrijavanja diže se u visinu zrak s velikim sadržajem vlage, gdje se ohladi ispod 0 °C. Kako ljeti sadrži zrak više vlage nego zimi, stvorit će se ohlađivanjem veliki kristali odnosno led, koji pada kao tuča na Zemlju. Zemaljska površina gubi noću ižarivanjem velik dio topline, koju je danju primila putem Sunčeve svjetlosti. Zbog toga nastaje ohlađivanje zraka, a time kondenzacija suvišne vlage u obliku kapljica na površini Zemlje. To je rosa. Zimi zbog istog razloga nastaje ohlađivanje ispod 0 °C, a time smrzavanje rose u obliku iglica, što se zove mraz. 
Sve navedene meteorološke pojave, to jest kiša, snijeg, tuča, rosa i mraz, koje nastaju zbog kondenzacije vodene pare u zraku, zovu se oborine. Količina oborina mjeri se visinom sloja vode u milimetrima po četvornom metru (mm/m2) koga bi stvorila voda oborina kad bi ostala na tlu, a da se ne ispari, a niti otiče u zemlju. Na primjer ako se kaže da je u toku 24 sata na nekom mjestu količina oborina 2 mm, to znači da je palo toliko kiše da na svaki m2 dolazi 2 litre vode. Naime sloju vode visine 1 mm na površini od 1 m2 odgovara količina vode od 1 litre, to jest 1 dm3. Suhi krajevi imaju ispod 500 mm oborina godišnje. Za mjerenje količine oborina služi mjerni instrument kišomjer, pluviometar ili ombrometar.

### Količina i razdioba oborina
Glavne značajke klime su: količina i razdioba oborina tijekom godine, broj dana s određenom količinom oborina te maksimalne količine koje se mogu očekivati u nekom dužem razdoblju. Oborine su promjenjive vremenski i prostorno. Kišomjer ili pluviometar je sprava za mjerenje količine oborina. Njime se utvrđuje koliko bi milimetara bio visok sloj vode od oborina kada ne bi bilo isparavanja, otjecanja i prokapljivanja kroz tlo. Količina oborina od 1 milimetar (mm) odnosi se na površinu od 1 kvadratni metar (m²), što znači da je na svaki kvadratni metar tla pala jedna litra (l) vode. Općenito se uzima da je godišnji prosjek količine oborina za Zemlju u cjelini 1000 mm, s najvećom prosječnom količinom od 11 430 mm u mjestu Cherrapunji u sjevernoj Indiji, i s najmanjom od 10 mm u Arici u sjevernom Čileu. Najveća je do sada izmjerena količina oborina tijekom jedne godine 22 987 mm, i to u razdoblju od kolovoza 1860. do lipnja 1861., u Cherrapunjiju, a ondje je izmjerena i najveća 24-satna količina od 1870 mm. Mjesto Iquique u sjevernom Čileu 4 je godine bilo bez kiše, a godišnji je prosjek samo 3 mm.
Po godišnjem kretanju količine oborina razlikuje se 6 klimatskih tipova oborina: 
- ekvatorski (s maksimumom oborina nakon proljetne i jesenske ravnodnevice),
- tropski (maksimum oborina ljeti),
- monsunski (maksimum oborina ljeti, zime suhe),
- suptropski (maksimum oborina zimi, ljeta suha),
- kontinentalni (ljetne kiše) i
- oceanski (zimske kiše) tip oborina,
- kao poseban tip izdvaja se sredozemni tip oborina (zime kišovite, ljeta suha).

Danas se uz pomoć takozvanih oborinskih radara može procijeniti ukupna količina oborina na određenom području, za razliku od klasične (točkaste) metode mjerenja samo na određenim točkama. To je značajno prije svega za službe koje se bave problemima sprečavanja poplava (pomoću radarskih procjena ustanovljeju i umjeravaju se "točkasta" mjerenja). Pored količine oborina, važni su prije svega i jakost oborina i njihovo trajanje. Dugotrajno mjerenje količine padalina (klimatologija) omogućuje statističke izračune srednje učestalosti oborinskih događaja (prije svega pljuskova), koji su rezultat međusobnog odnosa jakosti i trajanja oborina.

## Uvjeti nastanka oborina
Uvjeti nastanka oborina su:
1. Postojanje atmosferske vlažnosti (vodene pare) kao posljedica isparavanja,
2. Proces kondenzacije uglavnom kao posljedica dinamičkog hlađenja,
3. Prisustvo kondenzacijskih jezgri (čvrstih čestica):

3.1. Higroskopske čestice (na primjer oceanska sol) - proces kondenzacije započinje i prije nego što zrak postane zasićen.
3.2. Nehigroskopske čestice (na primjer prašina, čestice dima, pepeo) - proces kondenzacije je uvjetovan određenim stupnjem zasićenosti.

### Podjela
Oborine se mogu podijeliti na:
- konvektivne oborine ili konvekcijske oborine su uvjetovane naglim zagrijavanjem zraka u dodiru s tlom (smanjene gustoće), vodena para se uzdiže i dinamički hladi, to jest kondenzira se (stvaranje oborina), a padaju najčešće u obliku pljuska iz kumulonimbusa;
- orografske oborine (ispravnije bi bilo orogene, jer nastaju djelovanjem orografije) nastaju prisilnim dizanjem vlažna zraka uz obronke planina pod utjecajem vjetra,
- ciklonske oborine ili frontalne oborine su rezultat kretanja zračnih masa iz područja visokog tlaka (anticiklona) i područje niskog tlaka zraka (ciklona), zbog hlađenja se stvaraju oborine.

### Zakonitosti prostorne raspodjele oborina
Zakonitosti prostorne raspodjele oborina su:
1. U brdima količina oborina zavisi o smjeru zračnih strujanja (privjetrina, zavjetrina).
2. Kopnena područja imaju manje količine oborina od morskih na istoj zemljopisnoj širini (morska klima, kontinentalna klima).
3. Velika količina oborina u blizini ekvatora i umjerenim širinama smjenjuje se s malom količinom oborina u tropima dalje od ekvatora i polarnim područjima (tropi, suptropi, područje umjerene klime, polarna klima).
4. U tropima su istočni dijelovi tropskih mora vlažni cijelu godinu. Zapadni dijelovi vlažni su samo ljeti i u jesen.

### Teorija stvaranja oborine
U umjerenim zemljopisnim širinama oblaci se pojavljuju na visinama gdje vladaju temperature i više i niže od 0 °C. U najdonjem dijelu oblaka na visinama gdje je temperatura viša od 0 °C postoje samo vodene kapljice (vodeni dio oblaka), na visinama gdje vladaju temperature između 0 °C i -15 °C postoje pothlađene kapljice i ledeni kristali (miješani dio oblaka), a na većim visinama i temperaturama nižim od -15 °C većinom ledeni kristali različitih oblika (ledeni dio oblaka). 
Ako postoje veće temperaturne razlike između donjeg i gornjeg dijela oblaka, na nastanak oborine djelovat će više čimbenika. Ako je tlak zasićene vodene pare nad ledom niži nego nad vodom, takav je oblak koloidno labilan i ledeni kristali rastu na račun kapljica. Veće kapljice padaju brže od manjih kapljica, pa se pri padu sudaraju i spajaju s manjim kapljicama, i zato rastu (proces koalescencije). Ledeni kristali u oblaku brže padaju od oblačnih kapljica, pa se kristali i oblačne kapljice sudaraju. Tlak zasićene vodene pare nad malim kapljicama veći je nego iznad krupnih, pa su takvi oblaci također koloidno labilni i veće kapljice rastu na račun malih kapljica. Vrlo male oblačne kapljice različitih električnih naboja međusobno se privlače, pa se pojavljuje proces koalescencije. 
Danas su prihvaćene dvije osnovne teorije prema kojima oborine nastaju: 
- procesima koalescencije u toplim oblacima i
- djelovanjem ledenih kristala u oblacima s temperaturama nižim od 0 °C.

Obje teorije se slažu s opažanjima i mogu objasniti nastanak kiše u različitim vremenskim prilikama.
Osnovna teorija stvaranja oborine (Tor Bergeron 1933., Walter Findeisen 1939.) polazi od toga da u oblaku postoji termodinamička labilnost, ako se u njemu nalaze istovremeno i ledeni kristali i vodene kapljice. Zbog razlika u tlaku zasićene vodene pare nad vodom i ledom isparavaju vodene kapljice, a vodena para sublimira na ledenim kristalima. Po Bergeronu bitni čimbenik koji dovodi do oslobađanja oborine su nekoliko kristala među većom populacijom pothlađenih kapljica u onom dijelu oblaka gdje je temperatura zraka ispod - 10 °C. U takvim miješanim oblacima zasićenost s obzirom na vodu predstavlja prezasićenost s obzirom na led 10% i na temperaturi - 21 °C za 21%, pa se može očekivati brzi rast kristala. Ledeni kristali mogu ispasti iz oblaka i u padu se sudariti s velikim brojem oblačnih kapljica, pa nastaju kristalići injasta izgleda. Kad ove nakupine kristalića dođu u slojeve zraka s višom temperaturom, dolazi do stvaranja snježnih pahulja. Snježne pahulje na temperaturama višim od 0 °C se tope, pa nastaju kišne kapi. 
Zbog koalescencije oblaci koji sadrže velike kapljice nestabilniji su i iz njih lakše nastaju oborine nego iz oblaka koji sadrže istu količinu vode, ali u obliku malih kapljica. 
Kapljice polumjera manjeg od 100 μm smatraju se oblačnim elementima, a veće kapljice kišnim kapima. Kišne kapi, međutim, ne rastu neograničeno. Opažanja i proračuni su pokazali da je najveći promjer kapljice 5 mm, a one većeg promjera razbijaju se uglavnom zbog sudaranja. Razbijanje velikih kapi dovodi do lančane reakcije u stvaranju kišnih kapi. Do lančane reakcije dolazi i kad se bilo mali djelići ledenih kristala (špliteri), bilo smrznute kapljice odvajaju od glavne mase kristala. 
U konvektivnim oblacima, gdje je sadržaj tekuće vode normalno veći nego u slojastim oblacima, ledeni kristali većinom rastu srašćivanjem s velikim oblačnim kapljicama promjera oko 20 μm. Takvim procesom stvaranja inja nastaju kompaktnije, grimenaste čestice, često čunjastog oblika, takozvana solika. Čestice solike sastoje se od labavog ledenog skeleta s mnogo kapilara napunjenih zrakom. S druge strane, pri bržem padu ili padu u području oblaka više temperature, takve čestice se zgušćuju i nastaje takozvana sugradica. Pri padu prema tlu ledena se čestica može otopiti i pretvoriti u kišu. Daljim rastom čestice u konvektivnom oblaku s jakom uzlaznom strujom i velikim sadržajem tekuće vode može nastati zrno tuče.

## Vanjske poveznice
- DHMZ
- Globalne oborine